# Rue Saint-Claude
Rue Saint-Claude är en gata i Quartier des Archives i Paris tredje arrondissement. Gatan är uppkallad efter den helige biskopen Claude av Besançon (död 699). Rue Saint-Claude börjar vid Boulevard Beaumarchais 99–103 och slutar vid Rue de Turenne 70.

## Omgivningar
- Saint-Denys-du-Saint-Sacrement
- Impasse Saint-Claude
- Rue Sainte-Anastase
- Rue du Roi-Doré
- Rue Debelleyme

## Bilder
| - Den helige Claude av Besançon. - Gatuskylt. - Saint-Denys-du-Saint-Sacrement. - Kyrkans klocktorn fotograferat från Impasse Saint-Claude. |

## Kommunikationer
- Tunnelbana – linje  – Saint-Sébastien – Froissart
- Busshållplats Saint-Claude – Paris bussnät, linje 96

### Webbkällor
- ”Rue Saint-Claude”. Mairie de Paris. https://web.archive.org/web/20150910032547/http://www.v2asp.paris.fr/commun/v2asp/v2/nomenclature_voies/Voieactu/8801.nom.htm. Läst 18 oktober 2023.
- ”Rue Saint-Claude (3ème arrondissement)”. Les rues de Paris. https://web.archive.org/web/20190929083102/http://www.parisrues.com/rues03/paris-03-rue-saint-claude.html. Läst 18 oktober 2023.